# Jerzy Kasalik
Jerzy Józef Kasalik (ur. 10 września 1949 w Lipinach) – piłkarz grający na pozycji napastnika. Mistrz Polski z 1969 roku. Trener piłkarski.
W reprezentacji Polski wystąpił 3 razy strzelając jedną bramkę. Debiutował w meczu przeciwko Haiti 13 kwietnia 1974.

## Kariera reprezentacyjna
| l.p. | Data                 | Miejsce        | Przeciwnik | Rezultat | Rozgrywki  | Grał   | Uwagi |
| ---- | -------------------- | -------------- | ---------- | -------- | ---------- | ------ | ----- |
| 1.   | 13 kwietnia 1974     | Port-au-Prince | Haiti      | 1-2      | towarzyski | do 46' | kpt.  |
| 2.   | 15 kwietnia 1974     | Port-au-Prince | Haiti      | 3-1      | towarzyski | od 68' |       |
| 3.   | 31 października 1974 | Warszawa       | Kanada     | 2-0      | towarzyski | 90'    | Gol   |